# Épsilon Piscis Austrini
Épsilon Piscis Austrini (ε PsA) es una estrella en la constelación de Piscis Austrinus.
De magnitud aparente +4,18, es la segunda estrella más brillante de la constelación después de Fomalhaut (α Piscis Austrini).
De acuerdo a la nueva reducción de los datos de paralaje de Hipparcos, se encuentra a 487 años luz del sistema solar.
Épsilon Piscis Austrini es una estrella blanco-azulada de tipo espectral B8Ve.
Su luminosidad es 661 veces superior a la luminosidad solar y tiene un radio 3,2 veces más grande que el del Sol.
La rápida rotación de la estrella —su velocidad de rotación es superior a 216 km/s— es, quizás, su característica más notable.
Como consecuencia de ello, es una estrella Be —al igual que Phact (α Columbae) o Pléyone (28 Tauri)— con un disco ecuatorial caliente.
La rápida rotación también hace que la forma de la estrella no sea esférica sino elipsoidal, estando achatada por los polos; su grado de achatamiento se estima en 0,34.
Asimismo, su temperatura efectiva aparente es de 11.066 K, pero debido al oscurecimiento gravitatorio —el achatamiento hace que la zona ecuatorial sea menos brillante y menos caliente— su temperatura real alcanza los 13.294 K.
Épsilon Piscis Austrini tiene una masa de 4,1 masas solares y está abandonando, si no lo ha hecho ya, la secuencia principal.
Puede ser una estrella binaria, pero de su hipotética acompañante nada se sabe.